# Vícar
Vícar er en by og kommune i det sydøstlige Spanien i provinsen Almería. Den har et indbyggertal på 28.835 (2024) indbyggere.